# Escuela de economía de Estocolmo

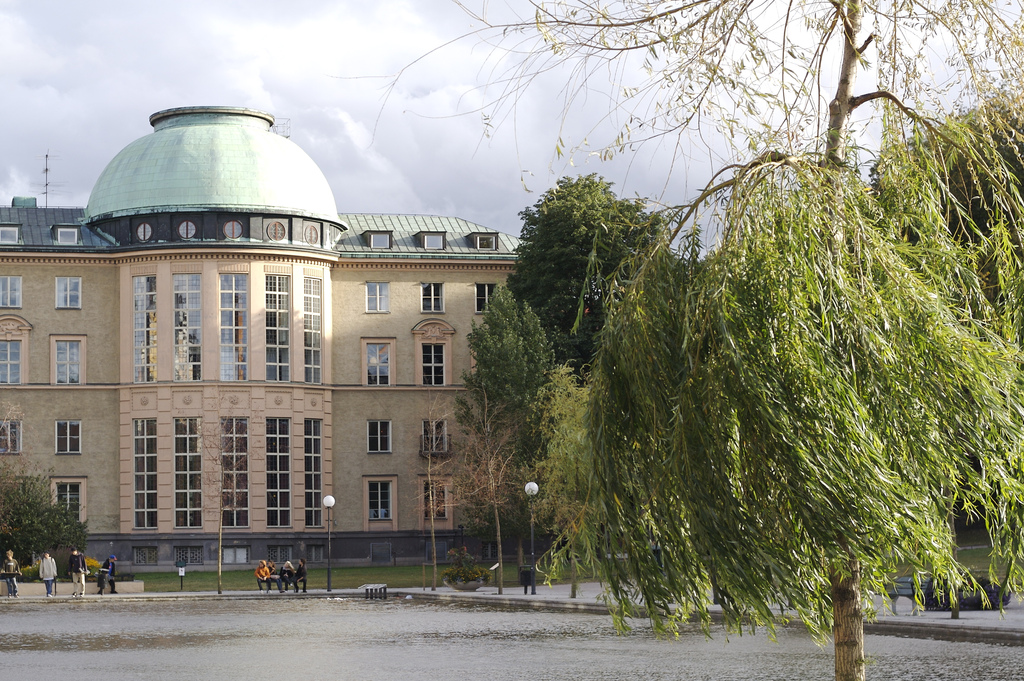
El edificio principal de la escuela, diseñado por Ivar Tengbom y construido entre 1925 y 2916, está localizado en Sveavägen en el centro de Estocolmo.

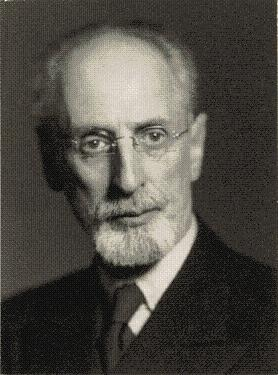
Profesor Eli Heckscher, fundador de historia económica como disciplina académica independiente.

La maestría en finanzas de la Escuela de economía de Estocolmo fue catalogada como la decimoctava mejor del mundo según el Financial Times. La maestría en administración es considerada como la séptima mejor del mundo según el Financial Times. QS clasifica a la Escuela de economía de Estocolmo como la vigésimo sexta mejor facultad de economía del mundo. La universidad es la única institución de educación superior financiada con fondos privados en Suecia.
SSE Está acreditada por EQUIS y es un miembro de CEMS.
La Escuela de economía de Estocolmo ha fundado las organizaciones hermanas: SSE Riga en Riga, Letonia, y SSE Rusia en St Petersburg y Moscú, Rusia. También opera el Instituto europeo de Estudios japoneses (japoneses, kanji: 欧州日本研究所, japonés, romaji: Ōshū Nihon kenkyūjo), un instituto de búsqueda en Tokio, Japón.

## Historia
La Escuela de Estocolmo de Economía fue fundada en 1909 por iniciativa privada como respuesta a la rápida industrialización y la demanda de hombres de negocios bien educados. Desde su fundación la Escuela de economía de Estocolmo ha mantenido estrechos lazos con la comunidad empresarial en Suecia. Su fundación fue seguida por una donación sustancial en 1903 hecha por Knut Agathon Wallenberg. El nombre handelshögskola (aproximadamente "universidad de comercio") es un paralelo al término alemán Handelshochschule, utilizado por un número de instituciones alemanas unos años, comenzando con Handelshochschule Leipzig en 1898. El término högskola era utilizado por instituciones de alta educación por fuera de las universidades, como el Instituto Real de Tecnología, (Kungl.) Tekniska högskolan, El cual lleva el nombre desde 1877.
Aunque la universidad fue fundada como una escuela de comercio, la disciplina económica ha sido bastamente enseñada e incluida en el curriculum académico desde su fundación.
Los becarios más conocidos de la Escuela de economía de Estocolmo son Eli Heckscher (profesor de economía y estadística 1909–1929, profesor de historia económica 1929–1945), y Bertil Ohlin (profesor de economía). Heckscher es también conocido como el fundador de historia económica como disciplina académica independiente y su trabajo Svenskt Arbete och Liv (Trabajo y vida sueca) es un trabajo fundamental dentro de este tema.
Ohlin era también una figura principal dentro de la escuela de doctrina con el mismo nombre, la también llamada Escuela de Estocolmo; un grupo de economistas escandinavos principalmente influenciados por Knut Wicksell, la mayoría de ellos activos en Estocolmo, Tanto en la Escuela de economía de Estocolmo como en la Universidad de Estocolmo. Esta escuela tuvo una profunda influencia en las políticas económicas suecas después de la Segunda Guerra Mundial y el desarrollo del estado de bienestar escandinavo moderno. Heckscher Y Ohlin conjuntamente desarrollaron el conocido modelo de Heckscher-Ohlin, el cual es un modelo matemático internacional estándar de comercio internacional. Bertil Ohlin Recibió el Premio Nobel en Economía en 1977 (compartido con economista británico James Meade). Otros miembros prominentes de la escuela de Estocolmo eran el profesor Universitario Gustav Cassel, quién desarrolló teoría económica estándar de paridad de Poder adquisitivo y el economista Dag Hammarskjöld, Secretario General de las Naciones Unidas en Ciudad de Nueva York, Estados Unidos.
La escuela es miembro de la Asociación de Escuelas Profesionales de Asuntos Internacionales (APSIA), un grupo de escuelas de política pública, administración pública, y estudios internacionales.

## Academia

### Admisión
Para los programas de maestría, los solicitantes tienen que tener un GMAT superior a 600 y un TOEFL iBT por encima de 100 para ser considerado propios para aplicar.
En el año académico 2012/2013 la universidad recibió 3261 aplicaciones para los cuatro programas de maestría ofrecidos en aquella época. Por tanto, el según índice de aceptación habría sido abajo.

### Calificación
La escuela de economía de Estocolmo evalúa a sus alumnos en una escala de 0 a 5. Los alumnos en el top 10 % de su clase reciben un premio al mérito sobresaliente.

### Programas
Escuela de Estocolmo de Economía ofrece los siguientes programas:
- Bachiller universitario en ciencias (BSc) en Administración de Empresas y Economía
- Bachiller universitario en ciencias (BSc) en Administración de Tiendas Minoristas
- Maestría universitaria en ciencias (MSc) en Finanzas
- Maestría universitaria en ciencias (MSc) en Administración & ciencias empresariales
- Maestría universitaria en ciencias (MSc) en Contabilidad, Tasación & Administración Financiera
- Maestría universitaria en ciencias (MSc) en Economía
- Maestría universitaria en ciencias (MSc) en Negocios Internacionales
- Programa de Doctorado (PhD) con tres especializaciones (Administración de Empresas, Economía, Finanzas)
- MBA (ofrecido en formato ejecutivo)

Los programas educativos son todos conducidos en inglés desde 2020 excepto educación ejecutiva qué está dada en inglés y sueco.

### Programas de Bachiller Universitario

#### Bachiller universitario en ciencias (BSc) en Administración de Empresas y Economía
El Bachiller universitario en ciencias (BSc) en Administración de Empresas y Economía es un programa de tres años  (180 créditos ECTS). Este es un programa diseñado para estudiantes con un interés en una educación empresarial, incluyendo temas como economía, finanzas, contabilidad, marketing, administración, entrepreneurship, ciencias de datos, estrategia y leyes empresariales. Aproximadamente 300 alumnadod están matriculados en este programa por año.

#### Bachiller universitario en ciencias (BSc) en Administración de Tiendas Minoristas
El Bachiller universitario en ciencias (BSc) en Administración de Tiendas Minoristas es un programa de tres años (180 créditos ECTS). El BSc en la administración Minorista es un programa especializado principalmente en retailing. Durante el tercer año el alumnado del programa toma una especialización en teoría aplicada donde combinan prácticas con estudios.

### Programas de Maestría
Maestría universitaria en ciencias (MSc) en Administración & ciencias empresariales
La Maestría universitaria en ciencias (MSc) en Administración & ciencias empresariales (120 créditos ECTS) ofrece tres especializaciones: Negocios Internacionales, Gerencia y Mercadeo.

#### Maestría universitaria en ciencias (MSc) en Economía
El MSc en Economía es un programa diseñado para estudiantes con estudios en economía o administración de empresas. Así como los otros programas de maestría este es un programa de dos años de duración con 120 ECTS. El programa ofrece dos especializaciones: Análisis Económico Aplicado y Economía Internacional.

#### Maestría universitaria en ciencias (MSc) en Finanzas
El MSc en finanzas es un programa diseñado para estudiantes con estudios en finanzas y negocios. Así como los otros programas, este es un programa de dos años con 120 ECTS. El máster en finanzas ofrece dos especializaciones: Inversión y Finanza Corporativas.

#### Maestría universitaria en ciencias (MSc) Negocios Internacionales
El MSc en negocios Internacionales es un programa de dos años plenamente integrado con CEMS MIM. La maestría en negocios internacionales de la Escuela de economía de Estocol es considerada como la séptima mejor del mundo según el Financial Times.

#### SSE Maestro de Ciencia en Contabilidad, Tasación, y Administración Financiera
El MSc en Contabilidad, Tasación, y Administración Financiera es también un programa de dos años (120 ECTS). Después de un núcleo de cuatro cursos durante el primer semestre, el alumnado puede escoger entre un número de cursos en el segundo semestre. En el tercer semestre, el alumnado puede solicitar un programa de intercambio, una práctica ejecutica, o estudiar cursos electivos. En el cuarto y semestre final, trabajo de alumnado en pares en una tesis. El alumnado también puede solicitar un grado doble y obtener una maestría en administración de empresas.

### MBA

#### Maestría en Administración de Empresas (MBA), formato ejecutico
La Escuela de Economía de Estocolmo lanzó en el año 2001 una maestría en administración de empresas (MBA). Actualmente está considerada como una de las 100 mejores del mundo.

### Programas de Doctorado

#### PhD en Administración de Empresas, Economía, Finanzas
La SSE lanzó el programa de doctorado hace más de 60 años y ha graduado más de 500 PhDs. actualmente hay tres programas de doctorado diferentes:
- Administración de empresas[18]
- Economía[19]
- Finanzas[20]